# Île Carney
Pour les articles homonymes, voir Carney.
L'île Carney est la quatrième plus grande île de l'Antarctique.
Située dans la mer d'Amundsen, entre l'île Siple et l'île Wright, l'île est constamment recouverte de glace. Longue de 110 km pour une superficie de 8 500 km2, elle longe la côte de la terre Marie Byrd dont elle n'est éloignée que de quelques dizaines de kilomètres mais lui est reliée par une banquise permanente.
L'île Carney a été nommée ainsi par l'United States Advisory Committee on Antarctic Names ou US-ACAN en l'honneur de l'amiral Robert B. Carney, (1895 - 1990), chef des opérations navales durant l'organisation de l'Opération Deep Freeze dans le cadre de l'année internationale de géophysique de 1957-1958.